# Luis Vicente de Velasco e Isla
Luis Vicente de Velasco e Isla (Noja, Cantabrie, Espagne, 1711 - La Havane, Cuba, 1762) était un commandant de la marine royale espagnole.

## Biographie
Il entre dans la marine à l'âge de 15 ans et participe à la lutte contre les Barbaresques et à la prise d'Oran en 1732. En 1742, il coule une frégate britannique, en capture une autre et fait prisonniers les survivants qu'il ramène à La Havane. En 1746, il capture une autre frégate britannique de 36 canons et 150 hommes. En 1754, le roi Ferdinand VI d'Espagne lui donne le commandement du vaisseau de ligne La Reina.
En 1762, il participe à la bataille de La Havane en étant chargé de la défense du Fort El Morro avec 700 hommes et 64 canons. Le 1er juillet, les forces britanniques attaquent le fort par mer avec quatre navires de ligne les HMS Stirling Castle, HMS Dragon, HMS Marlborough et HMS Cambridge et par terre. L'artillerie de cette attaque combinée fit feu en même temps, mais les navires britanniques furent inefficaces, le fort étant situé trop haut et durent se retirer.
Le fort a tenu deux mois malgré les bombardements incessant grâce à l'énergie et au courage de Velasco. Touché par une balle britannique à la poitrine, Velasco est transporté à La Havane où des chirurgiens tentèrent en vain de lui sauver la vie. Il décédé le 31 juillet 1762.
Velasco est honoré tant en Espagne avec une statue érigée à Meruelo qu'en Grande-Bretagne avec un monument à l'abbaye de Westminster et dans la tour de Londres.